# I väntan på Godot
I väntan på Godot (fransk originaltitel: En attendant Godot), även uppförd på svenska med titeln Vi väntar på Godot, är en absurdistisk teaterpjäs i två akter av den irländske författaren Samuel Beckett. Den handlar om Vladimir (Didi) och Estragon (Gogo), som sitter och väntar på en man vid namn Godot. Pjäsen publicerades av Les Éditions de Minuit 1952 och uruppfördes på teatern Théâtre de Babylone i Paris den 5 januari 1953.
I Frankrike röstades bokutgåvan av pjäsen fram till plats tolv på listan med århundradets 100 böcker enligt Le Monde år 1999.

## Handling
Två personer står och smågrälar på en väg i väntan på Godot; mycket mer händer inte. Detta absurda dramas egenhet är just formen, och därför är det intressant att se hur Beckett handskas med dialogernas och scenanvisningarnas samspel. Beckett använder sig av noggranna scenanvisningar som intensifierar och dramatiserar dialogen mellan de båda männen. 
Vad pjäsen handlar om – om den handlar om något – har tolkats på många olika sätt. Beckett visar oss i alla fall livet och det ännu icke bestämda och avgjorda. I det obestämda ligger det hoppfulla och det som gör att människan förblir människa.
En av dramats mest berömda repliker är: ”De [franska originalet: Elles] föder grensle över en grav, dagen glänser till ett ögonblick, och sen är det natt igen.” (Pozzo, andra akten)

## Uppsättningar
Uruppförandet ägde rum på Théâtre de Babylone i Paris den 5 januari 1953, i regi av Roger Blin. Vladimir spelades av Lucien Raimbourg, Estragon av Pierre Latour, Pozzo av Roger Blin, Lucky av Jean Martin samt pojken av Serge Lecointe.
I Sverige hade pjäsen premiär med titeln Vi väntar på Godot på Uppsala stadsteater i april 1954, i regi av Hans Dahlin. I rollerna fanns Ingvar Kjellson som Vladimir, Jan-Olof Strandberg som Estragon, Bengt Brunskog som Pozzo och Ernst-Hugo Järegård som Lucky.
År 1966 sattes I väntan på Godot upp på Dramaten för första gången, i regi av Jackie Söderman. Jan-Olof Strandberg hade då bytt roll till Vladimir och Ernst-Hugo Järegård till Estragon, samtidigt som Lucky och Pozzo gjordes av Ulf Johanson respektive Georg Årlin. Uppsättningen kom att spelas totalt 147 gånger under flera år, och den sista föreställningen gavs i juni 1979.

## Översättningar
Pjäsen har översatts till svenska av Lill-Inger Eriksson och Göran O. Eriksson (1957) samt av Magnus Hedlund (1990).